# Belissa Andía Pérez
Belissa Andía Pérez (* 1968 als Manuel Alexander Andía Pérez im Tal von Atico, Arequipa, Peru) ist Sekretärin des Instituto Runa de Desarrollo y Estudios sobre Género und ILGA-Vorstandsmitglied als Leiterin des Transgender Secretariat. Damit ist sie die weltweite Vertreterin der Interessen der Transsexuellen und Transvestiten bei ILGA. In der lateinamerikanischen Regionalorganisation der ILGA vertritt sie die Transsexuellen im Vorstand. Sie ist Mitglied des internationalen Beirates der Hirschfeld-Eddy-Stiftung.

## Leben und Wirken
Sie begann ihre Ausbildung im Collegio „San Antonio de Padua“ und setzte diese dann in Gran Unidad Escolar Estatal „Bartolomé Herrera“ fort. In dieser Zeit engagierte sie sich in katholischen Organisationen, die der Befreiungsbewegung nahestanden. An der Universität wandte sie sich der Arbeiterbewegung und dem Thema der sexuellen Befreiung zu.
Die Regionalkonferenz Lateinamerika von 2005 hat entschieden, den Regionalvorstand um eine transsexuelle Person zu erweitern. In diese Position wurde Belissa Andía Pérez gewählt. Die ILGA-Statuten sehen für den Weltvorstand aber pro Region nur eine männliche und eine weibliche Vertretung vor. Im Vorstand der ILGA World ist sie seit 2004.
Belissa Andía Pérez beklagt, dass auch in modernen Gesellschaften  Transgender stereotyp mit niedrigem sozialen Stand, Geschlechtskrankheiten und psychischen Störungen in Verbindung gebracht werden. „Wir haben keinen Platz in der Gesellschaft“, sagt Andía Pérez. „Aufgrund von Normen und Engstirnigkeit werden selbst heute noch in einigen Ländern  Menschen, die in ihrem Verhalten nicht mit der binären Mann-Frau-Welt konform gehen, per Gesetz dafür bestraft.“
Sie bezeichnet Transgender als Ungehorsame gegenüber der Regel der Heteronormativität und dies nicht nur in einem gedanklichen Sinne, sondern auch in einem körperlichen durch die Körper der Transsexuellen.
2006 kandidierte sie für die linksgerichtete Partei Movimiento Nueva Izquierda (MNI) für das Parlament in Peru.
Sie war damit der erste Transgender-Kandidat bei einer Parlamentswahl in Peru.